# Fred Astaire

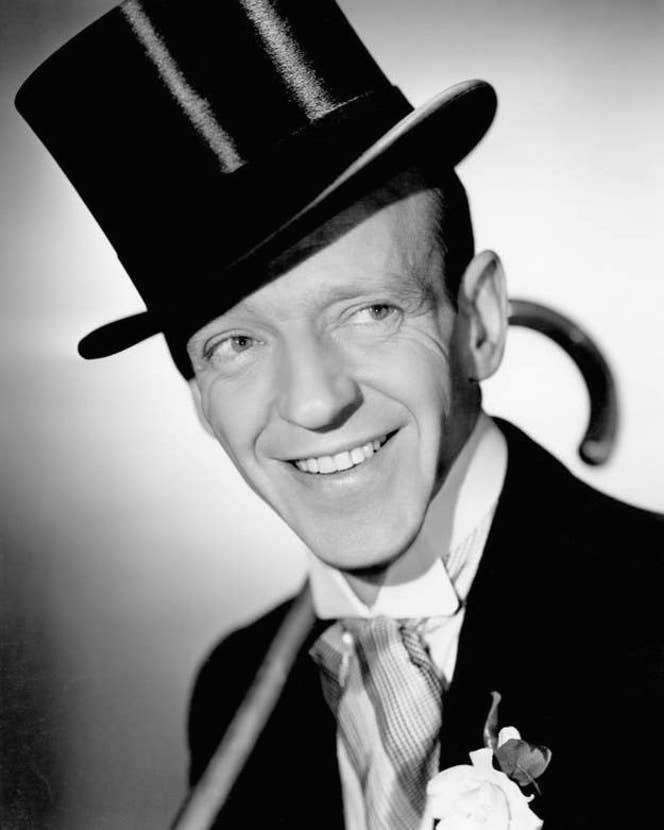
Fred Astaire (1946)

Fred Astaire (* 10. Mai 1899 in Omaha, Nebraska; † 22. Juni 1987 in Los Angeles, Kalifornien; eigentlich Frederick Austerlitz) war ein US-amerikanischer Tänzer, Choreograf, Sänger und Schauspieler. Seine Karriere in Film, Fernsehen und Theater umspannte insgesamt 76 Jahre. Gemeinsam mit Ginger Rogers bildete er in zehn Tanzfilmen ein weltbekanntes Leinwandpaar. Er gilt als prägende Gestalt in der Entwicklung des Tanz- und Musicalfilms. Besonders berühmt wurde er für seine Stepptanznummern. Fred Astaire wurde vom American Film Institute auf Platz 5 in der Liste der 25 größten männlichen Filmlegenden gewählt.

## Leben
Fred Astaire war der Sohn von Friedrich Emanuel „Fritz“ Austerlitz (1868–1924), einem aus Linz stammenden österreichischen Einwanderer mit jüdischen Wurzeln, der ab 1892 in den USA lebte. Seine Mutter Johanna „Ann“ Austerlitz geb. Geilus (1878–1975) wurde in den USA als Tochter protestantischer deutscher Einwanderer geboren, die aus Ostpreußen und dem Elsass stammten. Beide hatten am 17. November 1894 in Omaha geheiratet.

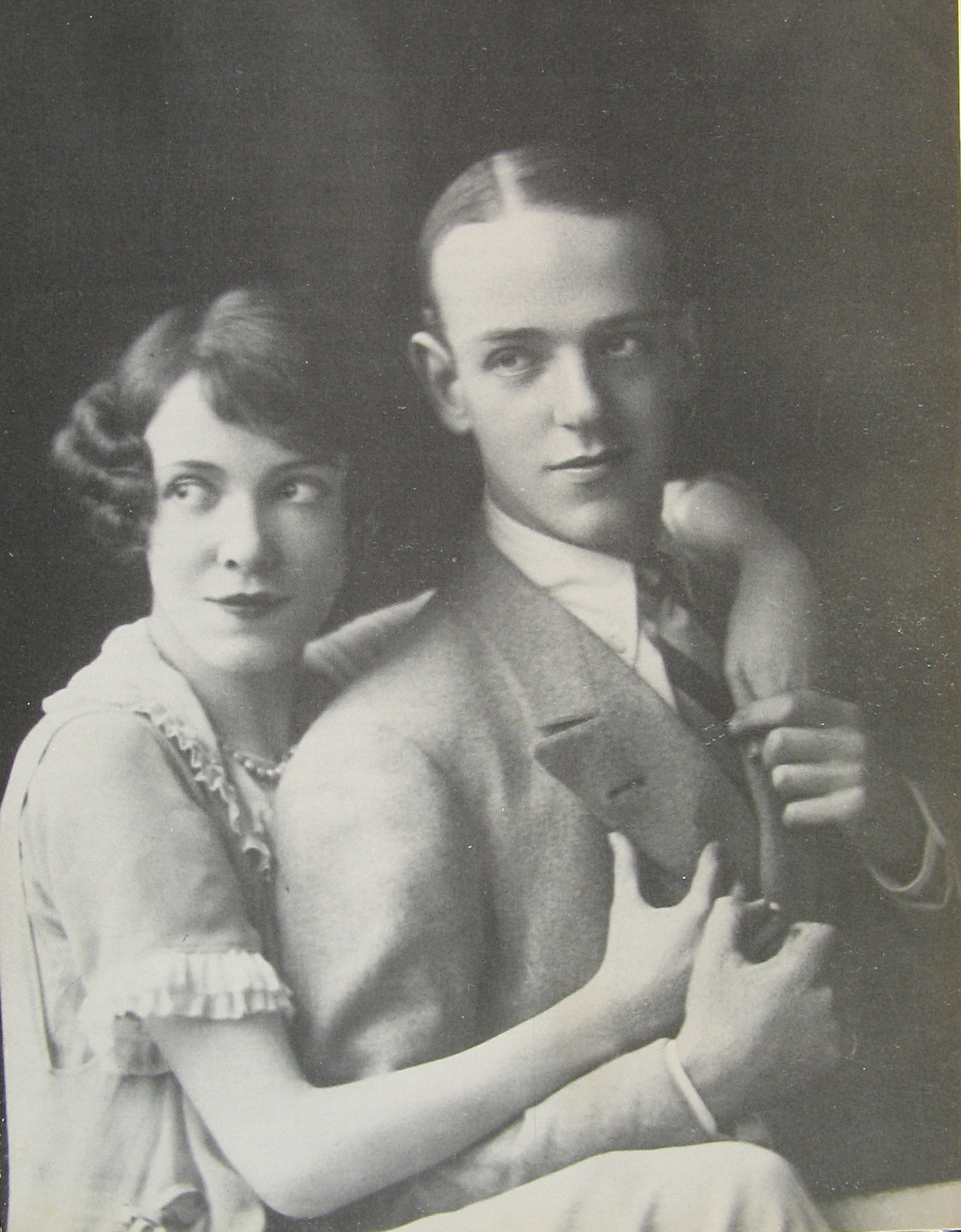
Fred Astaire mit seiner Schwester Adele (1919)

Im Januar 1905 zog die Familie nach New York, wo Fred zwei Tanzschulen besuchte und mit seiner Schwester Adele (1896–1981) auf Kabarett-, Vaudeville- und Konzerthausbühnen auftrat. In dieser Zeit schlug die Mutter vor, den Namen „Austerlitz“, der an die Schlacht bei Austerlitz erinnere, abzulegen und sich zukünftig nach einem Onkel mit dem Nachnamen „L’Astaire“ zu benennen. 1917 eroberten die beiden Kinder den Broadway mit dem Stück Over the Top. 
Als Adele 1932 Lord Charles Cavendish heiratete, beendete sie ihre künstlerische Karriere. Fred war nun gezwungen, allein aufzutreten. Nach dem ersten Vorsprechen in Hollywood soll die Kritik gelautet haben: “Can’t sing, can’t act, is slightly balding, but can dance a little” („Kann nicht singen, kann nicht schauspielern, hat eine Stirnglatze, aber kann ein wenig tanzen“).

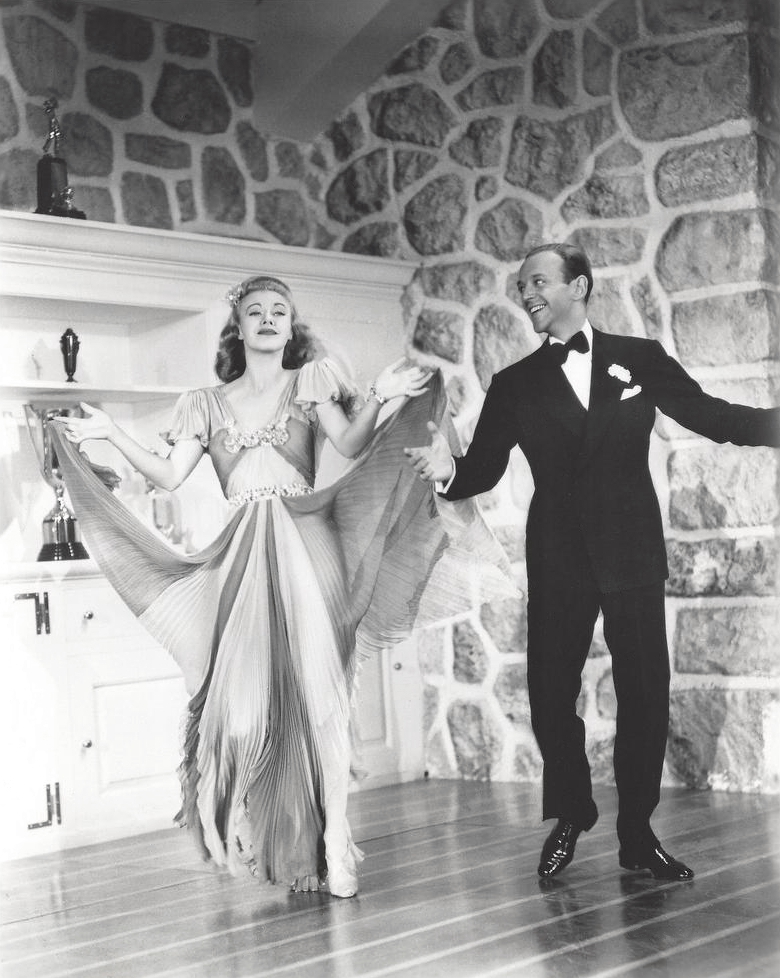
Astaire mit Ginger Rogers in Sorgenfrei durch Dr. Flagg (1938)

Am 12. Juli 1933 heiratete er Phyllis Livingston Potter (1908–1954) und ging mit ihr nach Hollywood, wo ihn noch im selben Jahr die Filmgesellschaft RKO Pictures unter Vertrag nahm, aber zunächst für den Film Ich tanze nur für Dich  mit Joan Crawford und Clark Gable an MGM auslieh. Danach drehte RKO im selben Jahr mit ihm und Ginger Rogers in Nebenrollen den Film Carioca, der Dolores del Río groß herausstellte, ein Erfolg an der Kinokasse wurde und den eigentlichen Durchbruch in Astaires Filmkarriere darstellte. Die positive Reaktion auf Carioca war derart groß, dass Astaire und Rogers insgesamt neun weitere Filme zusammen drehten, in denen ihre Figuren sich nach anfänglicher Abneigung ineinander verlieben und gemeinsame Tanz- und Gesangsnummern durchführen. Astaire und Rogers schafften in den 1930er-Jahren den Sprung unter die zehn kassenträchtigsten Kinostars und sind bis heute das wohl bekannteste Tanzduo der Filmgeschichte. Die beiden sangen in ihren Filmen die Hits von populären Komponisten wie George Gershwin, Irving Berlin und Cole Porter. Astaire sang stets selbst und lehnte im Gegensatz zu vielen seiner Kollegen Gesangsdoubles und Nachsynchronisierungen konsequent ab. Er nahm auch zahlreiche Schallplatten auf. Von ihren neun Astaire-Rogers-Filmen werden insbesondere Ich tanz’ mich in dein Herz hinein (1935) von Mark Sandrich und Swing Time (1936) von George Stevens herausgehoben.
Ab Ende der 1930er-Jahre konzentrierte sich Ginger Rogers immer mehr auf ihre Solokarriere, und Astaire tanzte mit anderen Partnerinnen: Mit Rita Hayworth in Reich wirst du nie (1941) und Du warst nie berückender (1942), mit Eleanor Powell in Broadway Melody of 1940 (1940), mit Joan Leslie in The Sky’s the Limit (1943) und mit Lucille Bremer in der Fantasykomödie Yolanda und der Dieb (1945) unter der Regie von Vincente Minnelli. Nach dem großen Misserfolg von Yolanda und der Dieb an den Kinokassen zog sich Astaire vorübergehend aus dem Filmgeschäft zurück.

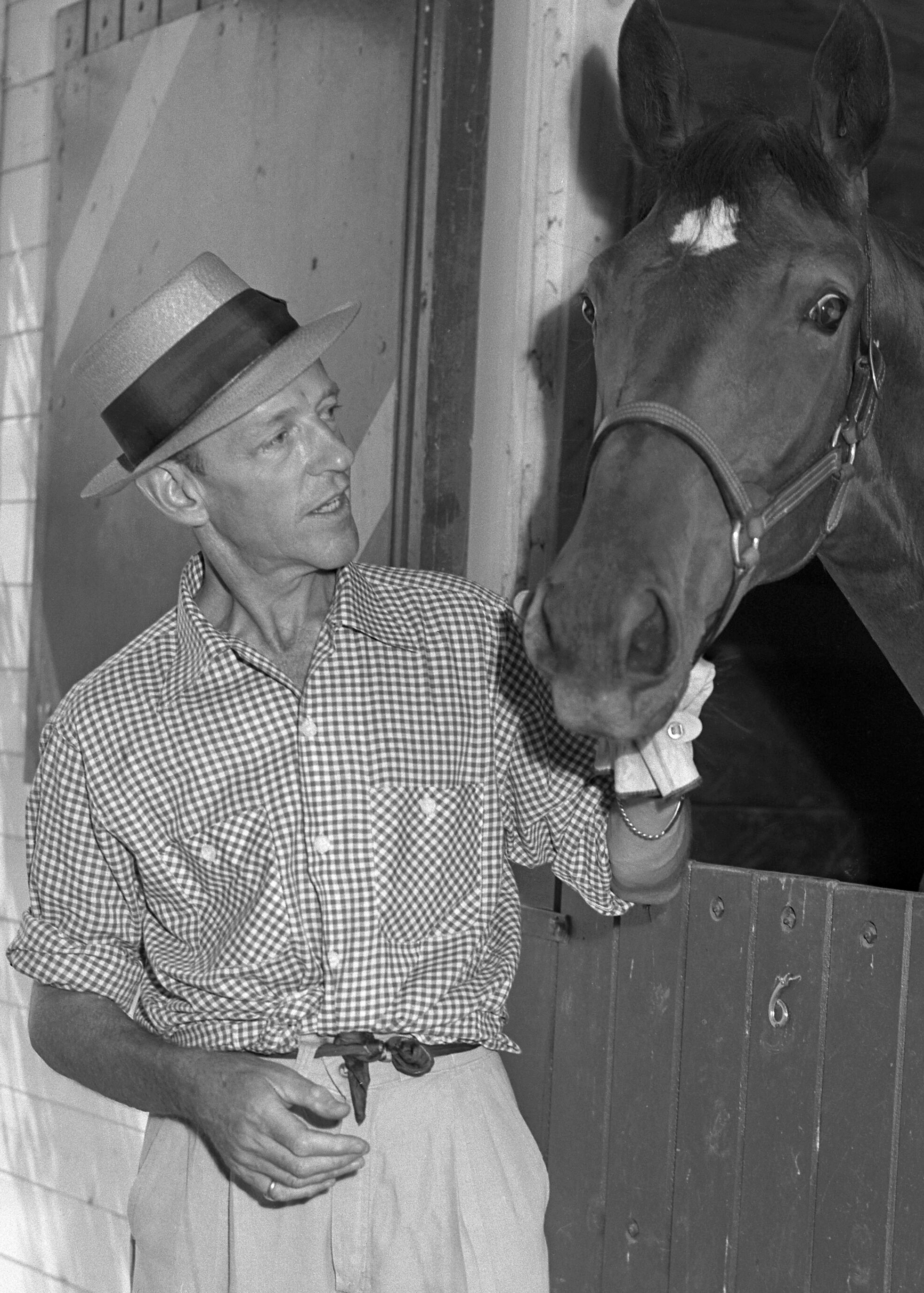
Astaire auf einer Ranch (1953)

Schon 1948 hatte Astaire sein Comeback an der Seite von Judy Garland in Osterspaziergang, und es folgte eine sehr erfolgreiche Zeit bei MGM, in der er unter anderem mit Jane Powell in Königliche Hochzeit (1951), mit Cyd Charisse in Vorhang auf! (1953) und mit Leslie Caron in Daddy Langbein (1955) gemeinsam vor der Kamera stand. Eine seiner letzten Musicalrollen spielte er 1957 an der Seite von Audrey Hepburn als Modefotograf Dick Avery in Ein süßer Fratz von Stanley Donen. Astaire galt nun neben Gene Kelly, mit dem er nur einmal gemeinsam arbeitete (für Broadway Melodie 1950 aus dem Jahr 1945), als der größte Filmtänzer seiner Zeit. Astaire arbeitete nicht nur sämtliche seiner Choreografien selber aus, er steuerte auch neue Ideen im Hinblick auf Kamerafahrten während seiner oft halsbrecherischen und schwerelos wirkenden Tanzeinlagen bei. Sein tänzerischer Stil war gekennzeichnet durch eine scheinbare Leichtigkeit, große Eleganz der Bewegung und durch seine Fähigkeit, schnelle Tempo- und Rhythmuswechsel in der Musik tänzerisch umzusetzen.
Ende der 1950er-Jahre ließ die Popularität von Musicalfilmen deutlich nach. Der mittlerweile 60-jährige Astaire nahm zunehmend von Tanzrollen Abstand, obwohl er noch in den 1960er-Jahren in Fernseh-Tanzspecials auftrat, die mit mehreren Emmys ausgezeichnet wurden. Ab den 1960er-Jahren beschränkte sich seine Präsenz im Kino auf das Schauspiel. 1968 trat er in Francis Ford Coppolas Verfilmung Der goldene Regenbogen an der Seite von Petula Clark auf, die damit Astaires letztes Filmmusical wurde. 1974 rettete er in Flammendes Inferno die kleine Katze von Jennifer Jones, was ihm eine Oscar-Nominierung einbrachte. Neben seinen Nebenrollen im Kino trat er auch in Fernsehserien in Erscheinung: In Ihr Auftritt, Al Mundy spielte er den Vater des von Robert Wagner verkörperten Geheimagenten Al Mundy. In dem starbesetzten Spielfilm Das malvenfarbene Taxi (1977) mit Philippe Noiret und Charlotte Rampling hatte er eine Nebenrolle als geheimnisvoller Landarzt. Astaire, der 1960 mit einem Stern auf dem Hollywood Walk of Fame geehrt wurde, blieb bis kurz vor seinem Tod als Schauspieler aktiv.
Im Jahr 1947 eröffnete er die Fred Astaire Dance Studios, deren Besitzer er bis 1966 war und die bis heute weltweit als Kette von Tanzstudios agieren. 1962 gründete er das Musiklabel AVA Records (Mitglied der ASCAP), benannt nach dem Vornamen seiner Tochter.

## Privatleben

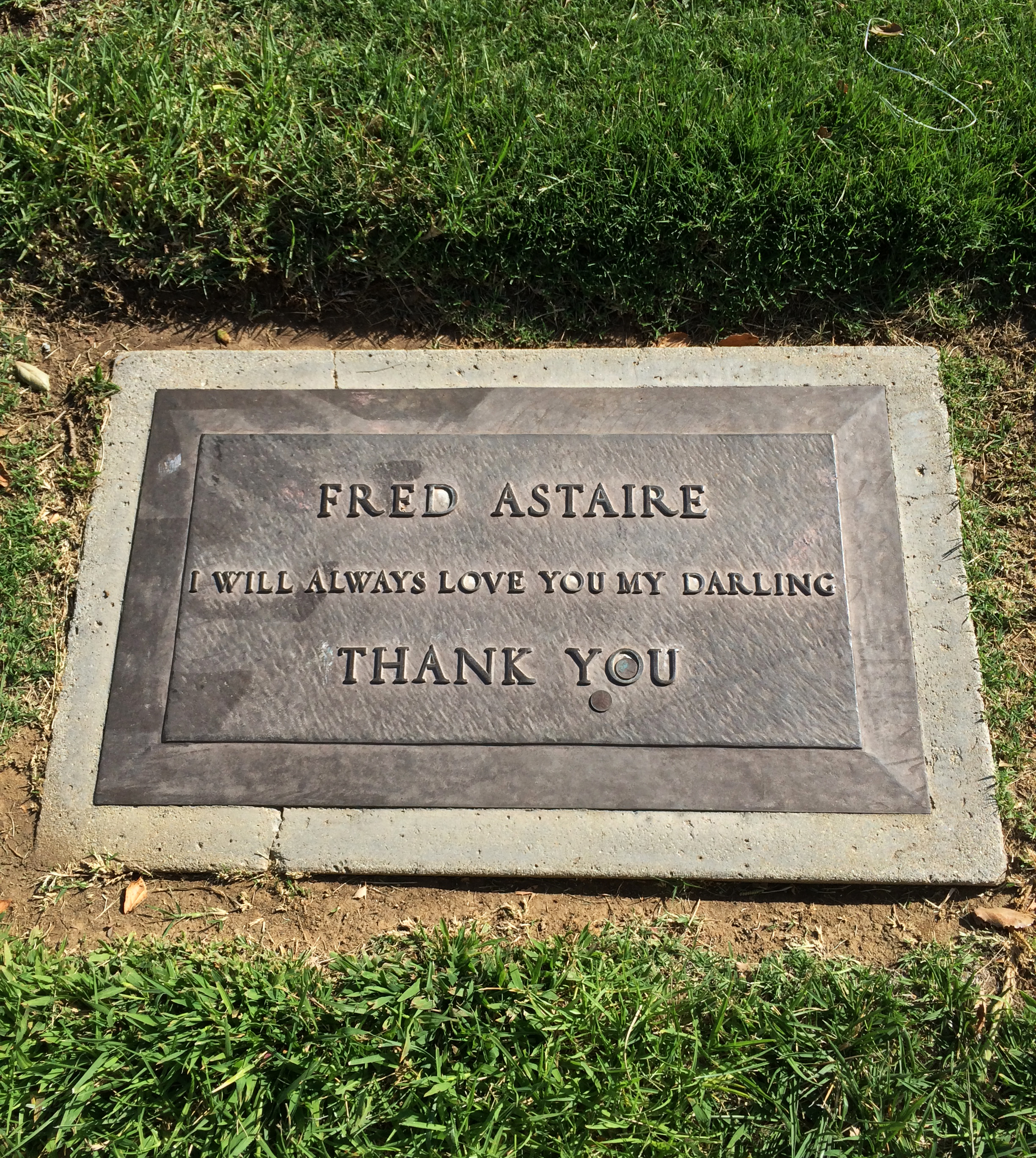
Astaires Grab im Oakwood Memorial Park in Chatsworth

Fred Astaire heiratete am 12. Juli 1933 in New York Phyllis Livingston Potter (1908–1954), mit der er bis zu ihrem frühen Tod eine glückliche Ehe führte. Sie hatten zwei gemeinsame Kinder, Fred Jr. (* 1936) und Ava (* 1942). 
Von 1980 bis zu seinem Tod war der Entertainer mit Robyn Smith verheiratet.
Fred Astaire starb am 22. Juni 1987 im Alter von 88 Jahren an den Folgen einer Lungenentzündung. Sein Grab befindet sich im Oakwood Memorial Park in Chatsworth, Kalifornien, wo 1995 auch Ginger Rogers ihre letzte Ruhe fand.

## Synchronisation
Der erste deutsch synchronisierte Film von Fred Astaire war Ich tanz’ mich in dein Herz hinein; er kam 1950, 15 Jahre nach seiner Erstaufführung, in die bundesdeutschen Lichtspielhäuser. Mit Ausnahme dieses Films war in jenen Jahren Erik Ode Astaires Standardstimme, gefolgt von Hans Nielsen und Friedrich Joloff. Spätere Synchronsprecher fürs Kino waren Leo Bardischewski und Friedrich W. Bauschulte. Die meisten seiner Filme, die zwischen 1933 und 1952 entstanden, wurden in den 1980er Jahren im Auftrag des Fernsehens, zumeist durch Eckart Dux, nachsynchronisiert.

## Verschiedenes
In der Filmsatire Ginger und Fred von Federico Fellini aus dem Jahr 1986, in der das überkommerzialisierte Fernsehshow-Geschäft parodiert wird, spielt ein in die Jahre gekommenes Tanzpaar die Hauptrolle (dargestellt von Giulietta Masina und Marcello Mastroianni), das in jungen Jahren als Rogers-Astaire-Imitate durch Nachahmungen von deren Stepptänzen Karriere gemacht hat.

## Filmografie
Kino
- 1933: Ich tanze nur für Dich (Dancing Lady)
- 1933: Carioca (Flying Down to Rio)
- 1934: Scheidung auf amerikanisch (The Gay Divorcee)
- 1935: Roberta
- 1935: Ich tanz’ mich in dein Herz hinein (Top Hat)
- 1936: Marine gegen Liebeskummer (Follow the Fleet)
- 1936: Swing Time
- 1937: Tanz mit mir (Shall We Dance)
- 1937: Ein Fräulein in Nöten (A Damsel in Distress)
- 1938: Sorgenfrei durch Dr. Flagg (Carefree)
- 1939: The Story of Vernon and Irene Castle
- 1940: Broadway Melodie 1940 (Broadway Melody of 1940)
- 1940: Swing-Romanze (Second Chorus)
- 1941: Reich wirst du nie (You’ll Never Get Rich)
- 1942: Musik, Musik (Holiday Inn)
- 1942: Du warst nie berückender (You Were Never Lovelier)
- 1943: The Sky’s the Limit
- 1945: Broadway Melodie 1950 (Ziegfeld Follies)
- 1945: Yolanda und der Dieb (Yolanda and the Thief)
- 1946: Blau ist der Himmel (Blue Skies)
- 1948: Osterspaziergang (Easter Parade)
- 1949: Tänzer vom Broadway (The Barkleys of Broadway)
- 1950: Drei kleine Worte (Three Little Words)
- 1950: Tanzen ist unser Leben – Let’s Dance (Let’s Dance)
- 1951: Königliche Hochzeit (Royal Wedding)
- 1952: Die Schönste von New York (The Belle of New York)
- 1953: Vorhang auf! (The Band Wagon)
- 1955: Daddy Langbein (Daddy Long Legs)
- 1957: Ein süßer Fratz (Funny Face)
- 1957: Seidenstrümpfe (Silk Stockings)
- 1959: Das letzte Ufer (On the Beach)
- 1961: In angenehmer Gesellschaft (The Pleasure of His Company)
- 1962: Noch Zimmer frei (The Notorious Landlady)
- 1968: Der goldene Regenbogen (Finian’s Rainbow)
- 1968: Gestatten, das sind meine Kohlen! (Midas Run)
- 1974: Flammendes Inferno (The Towering Inferno)
- 1974: Das gibt’s nie wieder (That’s Entertainment!)
- 1976: Mit Dobermännern spaßt man nicht (The Amazing Dobermans)
- 1977: Das malvenfarbene Taxi (Un taxi mauve)
- 1981: Zurück bleibt die Angst (Ghost Story)

Fernsehen
- 1957/1959: General Electric Theater (Serie, zwei Folgen)
- 1962: Alcoa Premiere (Serie, 57 Folgen als Gastgeber, fünf Folgen davon auch als Darsteller)
- 1964: Bob Hope Presents the Chrysler Theatre (Serie, Folge Think Pretty)
- 1965: Dr. Kildare (Serie, vier Folgen)
- 1969–1970: Ihr Auftritt, Al Mundy (It Takes a Thief) (Serie, fünf Folgen)
- 1970: The Over-the-Hill Gang Rides Again
- 1970: Santa Claus Is Comin’ to Town (Stimme)
- 1977: Hurra! Der Osterhase ist da (The Easter Bunny Is Comin’ to Town) (Stimme)
- 1978: Was soll denn nur mit Vater werden? (A Family Upside Down)
- 1979: Kampfstern Galactica (Battlestar Galactica) (Serie, eine Folge)
- 1979: Weihnachtsmänner haben’s schwer (The Man in the Santa Claus Suit)

## Auszeichnungen und Ehrungen
Oscar

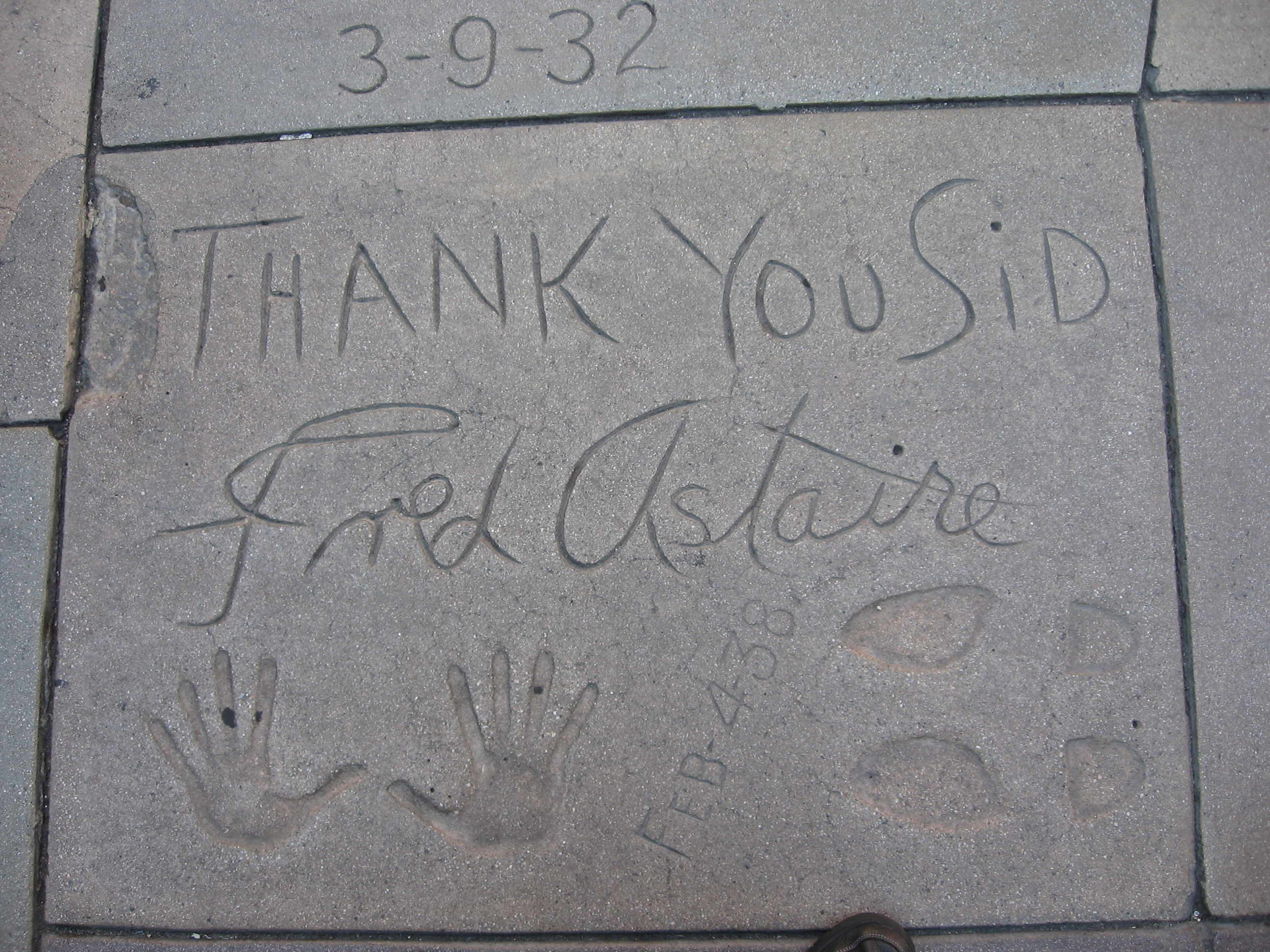
Fred Astaires Hand- und Schuhabdrücke vor Grauman’s Chinese Theatre

- 1950: Ehrenoscar für seine Verdienste um den Musik- und Tanzfilm
- 1975: Nominierung in der Kategorie Bester Nebendarsteller für Flammendes Inferno

Golden Globe
- 1951: Bester Hauptdarsteller – Komödie oder Musical für Drei kleine Worte
- 1960: Nominierung in der Kategorie Bester Nebendarsteller für Das letzte Ufer
- 1960: Cecil B. deMille Award für sein Lebenswerk
- 1962: Nominierung in der Kategorie Bester Hauptdarsteller – Komödie oder Musical für In angenehmer Gesellschaft
- 1969: Nominierung in der Kategorie Bester Hauptdarsteller – Komödie oder Musical für Der goldene Regenbogen
- 1975: Bester Nebendarsteller für Flammendes Inferno

Emmy
- 1959: Bester Darsteller für An Evening with Fred Astaire
- 1960: Nominierung in der Kategorie Beste Darbietung in einer Varieté- oder Musiksendung für Another Evening with Fred Astaire
- 1961: Beste Darbietung in einer Varieté- oder Musiksendung für Astaire Time
- 1968: Nominierung in der Kategorie Beste Varieté- oder Musiksendung für The Fred Astaire Show
- 1978: Bester Darsteller in einem Drama- oder Comedy-Special für Was soll denn nur mit Vater werden?

Weitere
- 1960: Stern auf dem Hollywood Walk of Fame (6756 Hollywood Blvd.)
- 1970: UNICRIT Preis bei den Internationalen Filmfestspielen Berlin für seine Verdienste um den Musik- und Tanzfilm
- 1972: Aufnahme in die American Theater Hall of Fame[8]
- 1975: David di Donatello für sein Lebenswerk
- 1976: BAFTA Award in der Kategorie Bester Nebendarsteller für Flammendes Inferno
- 1978: Kennedy-Preis für „außergewöhnliche Beiträge zur amerikanischen Kultur“
- 1978: Ehrung durch die Academy of Television Arts & Sciences
- 1981: AFI Life Achievement Award des American Film Institute
- 1987: Capezio Dance Shoe Award (zusammen mit Bob Fosse, Rudolf Nurejew und Jac Venza)[9]
- 1989: Grammy Lifetime Achievement Award (postum)
- 1989: Aufnahme in die Television Hall of Fame (postum)[10]
- 1991: Aufnahme in die Ballroom Dancer’s Hall of Fame (postum)

## Filmdokumentationen
- Astaire and Rogers: Partners in Rhythm. Regie: Tara Tremaine, USA 2006, Sparkhill Production, Turner Entertainment, 76 Minuten.
- Fred Astaire gibt den Ton an (Originaltitel: Fred Astaire donne le „la“). Regie: Yves Riou und Philippe Pouchain, Frankreich 2017, Zadig productions, Lobster Films, arte France, Reihe arte Concert, 42 Minuten.
- Fred Astaire, Poet der tanzenden Füße (Originaltitel: Fred Astaire – L’homme aux pieds d’or). Regie: Yves Riou und Philippe Pouchain, Frankreich 2017, Zadig productions, Lobster Films, arte France, 52 Minuten.